# 盔喉鰭鯰
盔喉鰭鯰，為輻鰭魚綱鯰形目項鰭鯰科的其中一種，為熱帶淡水魚類，分布於南美洲北部淡水流域，體長可達22公分，棲息在沼澤底層水域，以小魚、甲殼類等為食，生活習性不明，可作為觀賞魚。

## 扩展阅读
維基物種上的相關：盔喉鰭鯰